# شمعة صغيرة في الظلام: حياتي في العلم (كتاب)
شمعة صغيرة في الظلام هو المجلد الثاني من المذكرات المؤرخة للسيرة الذاتية لعالم الأحيائي التطوري البريطاني ريتشارد دوكينز. تم نشر الكتاب باللغة الإنجليزية في شهر سبتمبر من عام 2015.

## وصف للكتاب
المجلد الأول، المعنون شهية للتساؤل: صناعة عالم، يسرد الأعوام الخمس وثلاثين الأولى في حياة دوكينز، حتى نشر كتابه الجين الاناني عام 1976. في كتاب شمعة صغيرة، يكمل ريتشارد دوكينز يكمل سيرته الذاتية حتى حفلة اكاديمية  من أجل وفي يوم "عيد ميلادي السبعين.... يشرح دوكينز هنا مصادر إلهامه، أفكاره، تجاربه وتاريخه. وهو في هذا يذكر بعض "أبطاله" من أمثال تشارلز داروين، وبيتر ميداور، ونيكولاس تينبرغن، وبيلي هاميلتون، وجون ماينارد سميث، ودوغلاس آدمز، وكارل ساغان، وكذلك  ديفيد أتينبارا.
يتناول الكتاب موضوعات مثل: عمله العلمي، وأسفاره ومؤتمراته، محاضرته في ليلة عيد الميلاد في المعهد الملكي( والتي حملت العنوان: الكبر في هذا الكون، والتي القاها عام 1991)، عمله كأستاذ للفهم العام للعلم في جامعة أكسفورد، برامجه الوثائقية( مثل: أصل كل شر؟) وكذلك حياته الشخصية وكتبه.